# Alfred Nyambane
Alfred Nyambane, né le 15 juin 1956, est un athlète kényan.

## Carrière
Alfred Nyambane est médaillé de bronze du relais 4 x 100 mètres aux Championnats d'Afrique d'athlétisme 1982 au Caire. Il est éliminé en séries du 200 mètres aux Jeux olympiques d'été de 1984 à Los Angeles.
Il est médaillé d'or du relais 4 × 400 mètres, médaillé d'argent du relais 4 × 100 mètres et médaillé de bronze du 200 mètres aux Championnats d'Afrique d'athlétisme 1985 au Caire.